# Boris Pahor

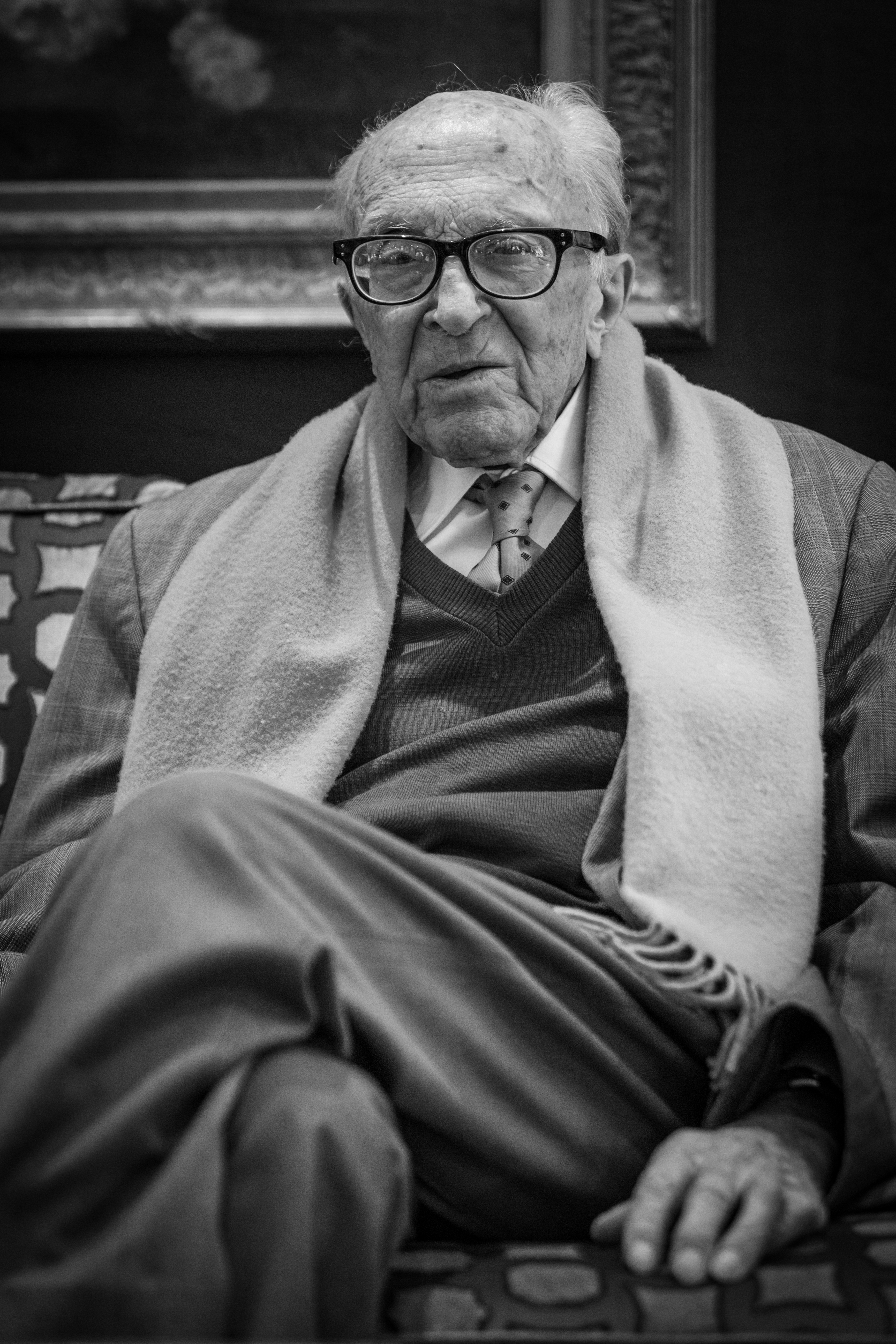
Boris Pahor (2015)

Boris Pahor (* 26. August 1913 in Triest, Österreich-Ungarn; † 30. Mai 2022 ebenda) war ein der slowenischen Minderheit in Italien angehörender Schriftsteller sowie KZ-Überlebender. Er galt als der international bekannteste Vertreter der kritischen slowenischen Gegenwartsliteratur.

## Leben und Werk
Der 1913 im österreich-ungarischen Triest geborene und zur slowenischen Minderheit gehörende Pahor musste nach dem Anschluss Triests an Italien 1918 mit ansehen, wie die Faschisten 1920 das slowenische Kulturhaus (Narodni dom) anzündeten. Nach dem Besuch der slowenischen Grundschule war ihm unter Mussolini der Gebrauch der slowenischen Sprache verboten. Er besuchte das Gymnasium in Capodistria und das Priesterseminar in Görz, wo er zwei Jahre Theologie studierte. 1940 wurde er eingezogen und im Afrikafeldzug in Italienisch-Libyen eingesetzt. In Italien arbeitete er daraufhin als Dolmetscher für gefangene jugoslawische Offiziere in Bogliaco am Gardasee. Nach dem Sturz Mussolinis kehrte er 1943 nach Triest zurück und schloss sich nach dem Waffenstillstand von Cassibile der slowenischen Befreiungsbewegung an. Am 21. Januar 1944 wurde er aber von der Domobrancen-Miliz verhaftet und kurz darauf in das KZ Dachau gebracht. Bis Kriegsende durchlebte er noch das KZ Natzweiler-Struthof, das KZ Mittelbau-Dora und das KZ Bergen-Belsen. Er verarbeitete die KZ-Traumata in Novellen, aus denen 1967 sein preisgekrönter Roman „Nekropolis“ entstand (Übersetzungen ins Deutsche, Italienische, Französische, Englische, Katalanische und Esperanto).

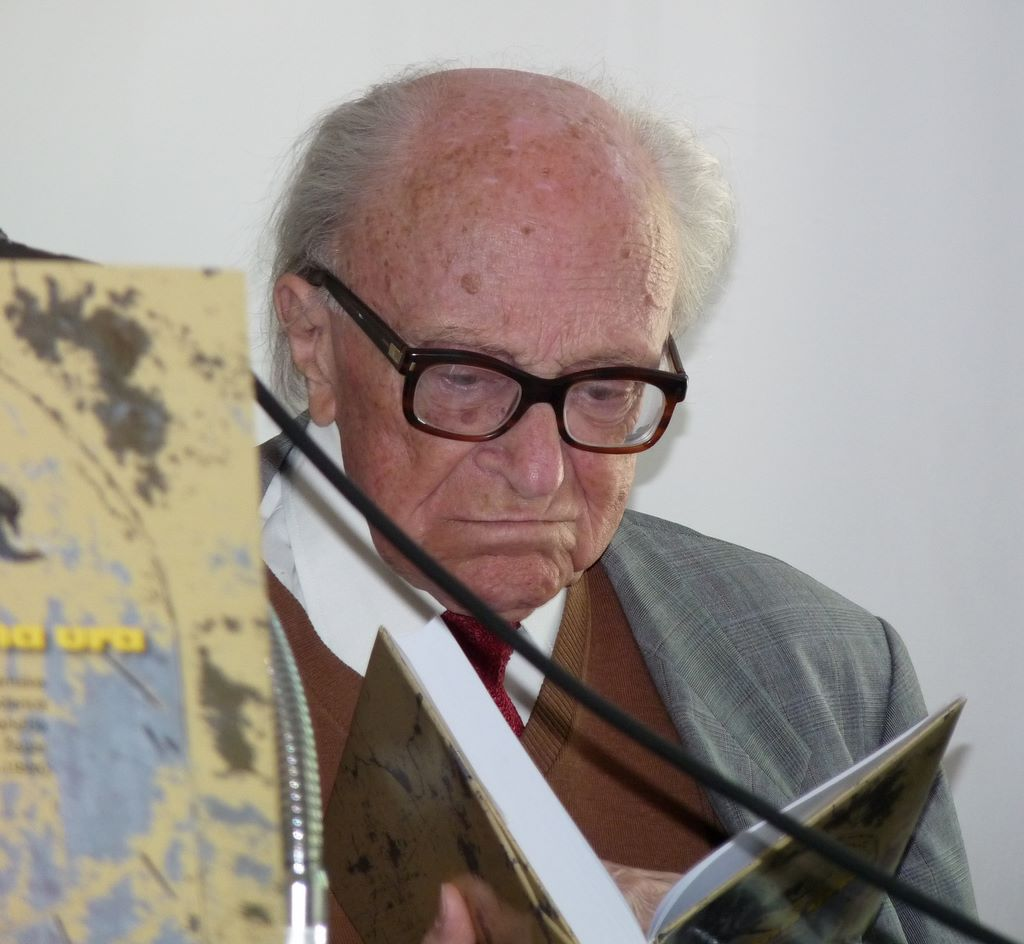
Boris Pahor (2010)

Nach seiner Freilassung studierte er in Padua, wo er mit einer Arbeit über den slowenischen Dichter Edvard Kocbek promoviert wurde. Von 1953 bis 1975 unterrichtete er an einem Gymnasium in Triest. 1955 veröffentlichte er den Roman „Villa am See“ und „Die Stadt in der Bucht“ („Mesto v zalivu“), 1956 „Nomaden ohne Oase“ („Nomadi brez oaze“). 1975 publizierte er den Roman „In der Dunkelheit“ („Zatemnitev“), 1978 den autobiographischen Roman „Kampf mit dem Frühling“ („Spopad s pomladjo“); zuerst 1958 unter dem Titel „Jenseits der Hölle sind Menschen“ („Onkraj pekla so ljudje“, deutsch 1997), der sich mit den KZ-Erlebnissen auseinandersetzte, und 1984 „V labirintu“ („Im Labyrinth“) sowie die literaturhistorischen Studien „Srečko Kosovel“ (Pordenone 1993) und „Letteratura slovena del Litorale. Vademecum. Kosovel a Trieste e altri scritti“, Triest 2004. Über viele Jahre war er Herausgeber der Zeitschrift „Zaliv“ („Die Bucht“). 2004 begann der Kitab-Verlag in Klagenfurt mit der systematischen Herausgabe seines Werks in deutscher Übersetzung.
Novellen wurden auch ins Ungarische und Serbokroatische übersetzt. 1984 erschienen seine Briefe von 1940 bis 1980 an Edvard Kocbek. 2001 erhielt er den Preis der SWR-Bestenliste. Seine reflektierende Erzählweise wird mit Primo Levi, Jorge Semprún und Imre Kertész verglichen.
Leitmotive seiner Prosa waren sowohl die Existenz der Slowenen in der multikulturellen Hafenstadt Triest als auch der Überlebenskampf der Häftlinge in deutschen Konzentrationslagern.
Ab 2009 war Pahor ordentliches Mitglied der Slowenischen Akademie der Wissenschaften und Künste. Er lebte in dem zum Triestiner Stadtbezirk Altipiano Ovest gehörigen historischen Stadtviertel Prosecco (Prosek).
Pahor starb am 30. Mai 2022 im Alter von 108 Jahren in Triest.

## Auszeichnungen (Auswahl)
- 2007: Ritter der Ehrenlegion[1]

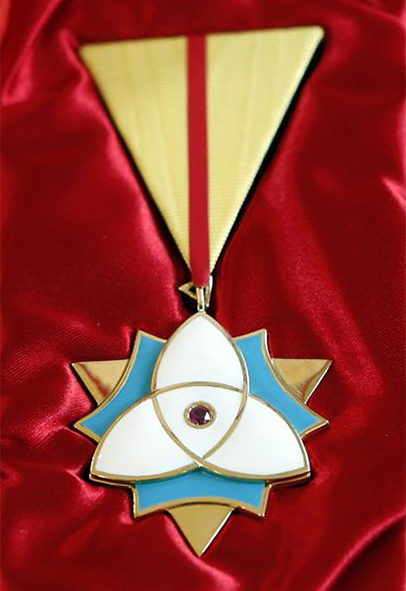
Orden für außerordentliche Verdienste um die Republik Slowenien (Red za izredne zasluge Slovenija)

- 2010: Österreichisches Ehrenkreuz für Wissenschaft und Kunst[1][2][10]
- 2011: Commandeur des Ordre des Arts et des Lettres
- 2013: Joško-Tischler-Preis[1][11]
- 2020: Großkreuz des Verdienstordens der Italienischen Republik[12]
- 2020: Orden für außerordentliche Verdienste um die Republik Slowenien[13]

Am 19. September 2023 brachte die Banka Slovenije in einer Auflage von 63.250 Stück vier verschiedene Varianten einer 3-Euro-Münze zum 110-jährigen Geburtstag von Boris Pahor heraus. Auf der Rückseite sind Textfragmente aus seinem Text Stari svetilnik (Der alte Leuchtturm) eingeprägt.

## Werke
In deutscher Übersetzung erschienen:
- Kampf mit dem Frühling. Klett-Cotta, Stuttgart 1997, ISBN 978-3-608-93399-4.
- Nekropolis. Berliner Taschenbuch-Verlag, Berlin 2001, ISBN 978-3-8270-0408-6.
  - Nekropolis. Grafik Novel von Jurij Devetak. Aus dem Slowenischen von Barbara Anderlič. Schaltzeit Verlag, Berlin 2023, ISBN 978-3-946972-73-0.[15]
- Blumen für einen Aussätzigen. Kitab, Klagenfurt 2004, ISBN 978-3-902005-38-0.
- Die Stadt in der Bucht. Kitab, Klagenfurt 2005, ISBN 978-3-902005-42-7.
- Piazza Oberdan. Kitab, Klagenfurt 2009, ISBN 978-3-902585-24-0.
- Die Wiege der Welt. Kitab, Klagenfurt 2009, ISBN 978-3-902585-50-9.
- Im Labyrinth. Hermagoras Mohorjeva, Klagenfurt 2009, ISBN 978-3-7086-0480-0.
- Nomaden ohne Oase, übersetzt von Urška P. Cerne und Matthias Göritz; Hermagoras Mohorjeva, Klagenfurt 2009, ISBN 978-3-7086-0481-7.
- Die Verdunkelung, übersetzt von Urška P. Cerne und Matthias Göritz; Hermagoras Mohorjeva, Klagenfurt 2009, ISBN 978-3-7086-0457-2.
- Villa am See. Hermagoras Mohorjeva, Klagenfurt 2009, ISBN 978-3-7086-0479-4.
- Geheime Sprachgeschenke, übersetzt von Urška P. Cerne und Matthias Göritz; Hermagoras Mohorjeva, Klagenfurt 2009, ISBN 978-3-7086-0458-9.